# Jota Castro
Pour les articles homonymes, voir Castro.
Jota Castro (né en 1965 à Yurimaguas au Pérou) est un artiste plasticien de nationalité franco-péruvienne.

## Biographie
Diplômé en science politique, ancien élève du collège d'Europe à Bruges, Jota Castro a travaillé pour les Nations unies et pour l'Union européenne. Il se consacre depuis 1998 à l'art contemporain. Son œuvre explore plus particulièrement le thème de l'information et du pouvoir qu'elle confère à ceux qui la détiennent et qui la manipulent. Il utilise la photographie, la sculpture, la vidéo et les installations pour parler de sujets sociaux.
Il est membre fondateur du magazine Nolens Volens en Espagne ainsi que du comité éditorial du magazine Janus en Belgique. 
Jota Castro a montré son travail dans de nombreuses institutions internationales.
Il a participé à la Biennale de Venise, de Tirana, de Prague, ainsi qu'à celle de Gwangju en Corée où il a gagné le prix de la Biennale en 2004.
En 2005, le palais de Tokyo (Paris) et le BPS22 (Charleroi) lui consacrent une exposition personnelle.
En 2009, Jota Castro est commissaire d'exposition du pavillon de l'Urgence à la Biennale de Venise (Collateral events) avec une exposition intitulée The fear Society.